# Dectocraspedon lichenea
Dectocraspedon lichenea là một loài bướm đêm trong họ Noctuidae.